# Sainte-Marie-d'Alloix
Sainte-Marie-d'Alloix är en kommun i departementet Isère i regionen Auvergne-Rhône-Alpes i sydöstra Frankrike. Kommunen ligger i kantonen Le Touvet som tillhör arrondissementet Grenoble. År 2022 hade Sainte-Marie-d'Alloix 484 invånare.

## Befolkningsutveckling
Antalet invånare i kommunen Sainte-Marie-d'Alloix
Referens:INSEE